# Université belgo-congolaise
Vous venez d’apposer le modèle de débat d'admissibilité.
Avant toute chose, veuillez créer la page de débat correspondante en cliquant ici.
- Une fois la page de vote initialisée, rafraîchissez cette page, et le bandeau prendra son aspect définitif.
- Si votre débat d'admissibilité est groupé (le motif et l’argumentation doivent être les mêmes), modifiez cette page pour ajouter au modèle le paramètre « cat » suivi du nom de la page de discussion de l’article pour lequel la page de débat existe déjà (ex. : cat=Discussion:Nom_de_l'autre_article). Ensuite, suivez les nouvelles instructions qui apparaissent.
- Vous pouvez également utiliser le paramètre « type » pour faciliter l’accès aux critères d’admissibilité. Exemple : {{suppression|type=mot-clé}}. Liste des mots-clés existants : fiction, musique, art visuel, fanzine, jeu de société, porno, sportif, association, enseignement, société, site web, route, nombre, (Liste complète ici).

| 1. | Créez la page de débat d'admissibilité.                                                                      | Sauvegardez d’abord la page pour l’initialiser puis indiquez votre motivation.                     |
| 2. | Important : ajoutez une entrée dans la section Débat d'admissibilité du jour.                                | Utilisez ce texte : *{{L\|Université belgo-congolaise}}                                            |
| 3. | Pensez à informer les contributeurs principaux de la page et les projets associés lorsque cela est possible. | Utilisez ce texte : {{subst:Avertissement débat d'admissibilité\|Université belgo-congolaise}}~~~~ |

 (janvier 2025).
Si vous disposez d'ouvrages ou d'articles de référence ou si vous connaissez des sites web de qualité traitant du thème abordé ici, merci de compléter l'article en donnant les références utiles à sa vérifiabilité et en les liant à la section « Notes et références ».
L’université belgo-congolaise (en sigle : UBC) est une université privée basée à Kinshasa, en République démocratique du Congo. Sa langue d'enseignement est le français. université belgo-congolaise applique les programmes officiels du Ministère de L'enseignement supérieur et Universitaire du Gouvernement de la République démocratique du Congo. 

## Histoire
Université Belgo-congolaise est créée en 2019 par l'ambassadeur Mattieu Mobindi au travers du centre belgo-congolaise, elle est devenue officiellement une université en 2019, lorsqu'elle a obtenu son  autorisation de fonctionnement (N° ESU/CABMIN/0555/94). 

## Facultés
- Faculté de Droit
- faculté de science de l'information et de la communication
- Faculté de Médecine
- Faculté des Sciences sociales, politiques et administratives
- Faculté des Sciences économiques et de gestion
- Faculté des sciences informatiques
- Faculté de Santé publique